# Incheba

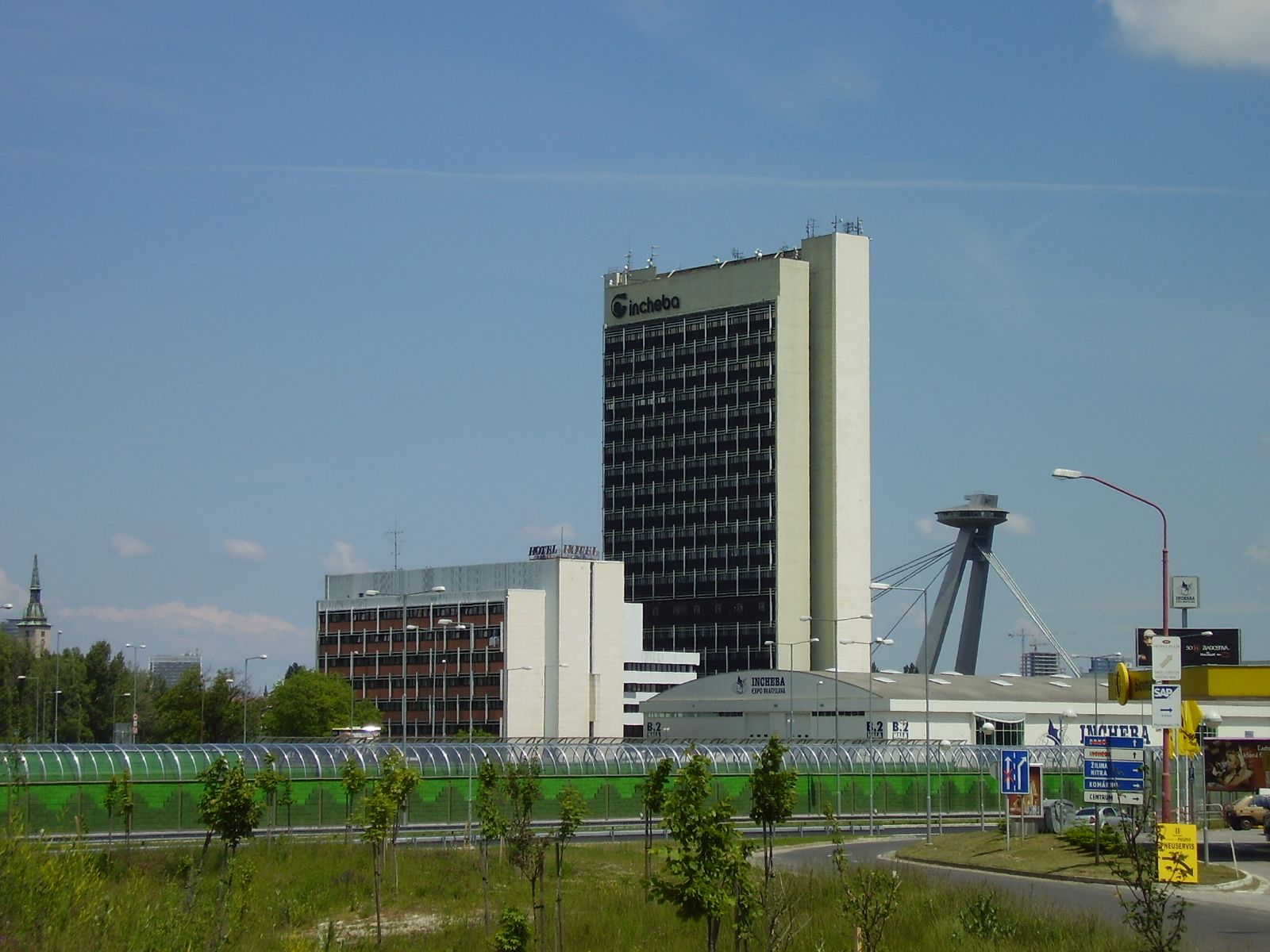
Blick auf die Incheba

Die Incheba Expo (mitunter Incheba EXPO) ist das Messegelände in Bratislava. Es ist ein Kongress- und Ausstellungszentrum im Stadtteil Petržalka am rechten Ufer der Donau und gehört zu den bedeutenden Messezentren der Slowakei. Der Name „Incheba“ geht auf den (internationalisierten) Begriff der seit 1967 stattgefundenen Internationalen Chemieausstellung Bratislava zurück: englisch International Chemical  Bratislava für  slowakisch Medzinárodný chemický veľtrh Bratislava.

## Lage und Beschreibung

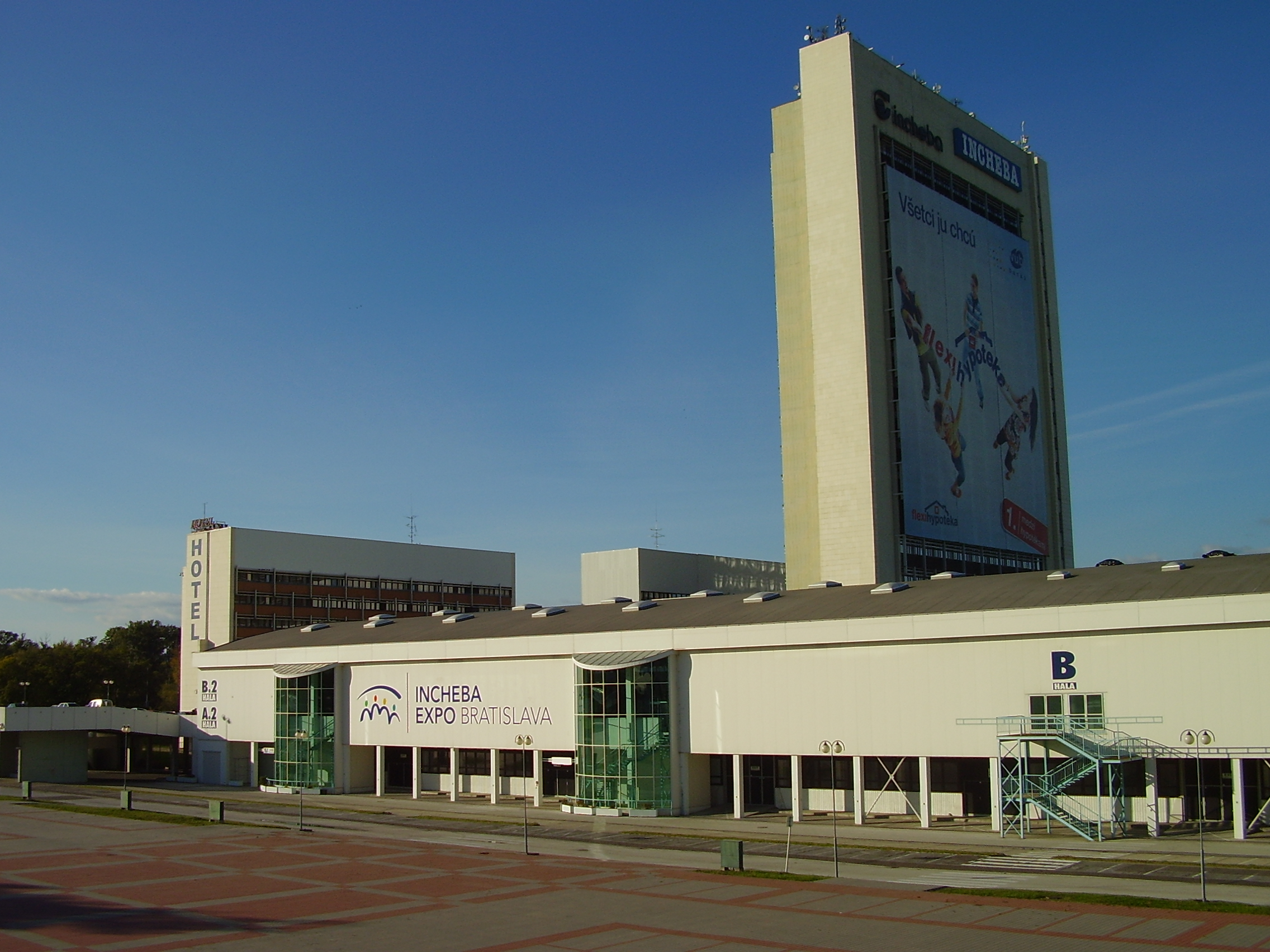
Eingang

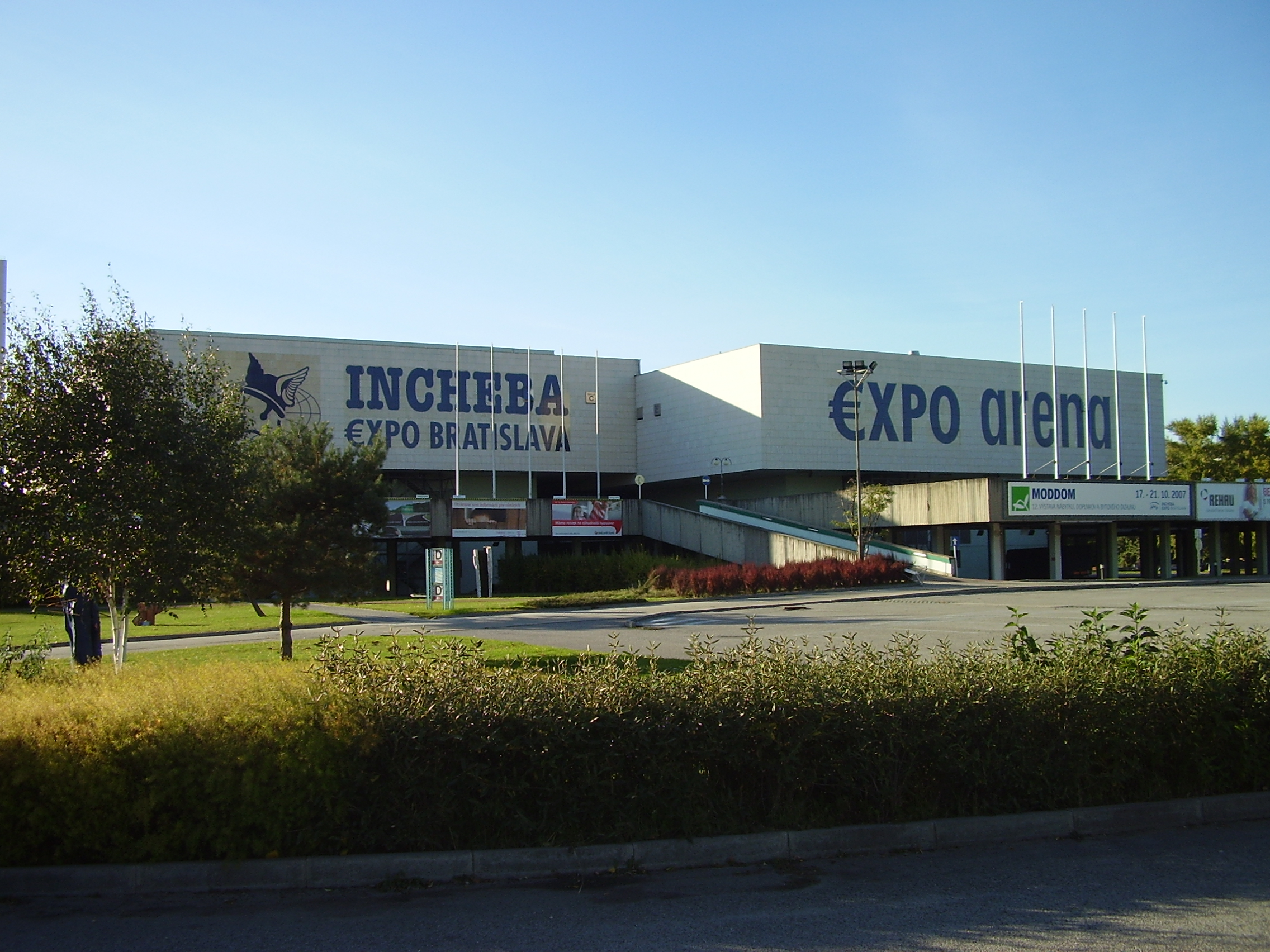
Expo-Arena

Das Messegelände liegt komplett entlang der Straße Einsteinova im Norden des Stadtteils Petržalka. Im Süden wird es von der Autobahn D1, im Osten von der südlichen Zufahrtsstraße auf die Brücke des Slowakischen Nationalaufstandes und im Norden und Westen von der Viedenská abgeschlossen.
Das Incheba-Kennzeichen ist der „Incheba Tower“, ein 86 m hoher und zwanzigstöckiger Verwaltungsbau. Zum Messegelände gehören mehrere Messehallen. Die überdachte Ausstellungsfläche beträgt 60.000 m², dazu gibt es weitere 40.000 m² Freifläche. Für die Besucher stehen 4500 Parkplätze bereit. Zum Incheba-Komplex gehört zudem das Hotel „INCHEBA***“.

## Geschichte
Die Anfänge der Ausstellungen in Bratislava reichen in das 18. und 19. Jahrhundert zurück. In den Jahren 1921 bis 1942 fanden die Donau-Ausstellungen (Dunajské veľtrhy) am linken Ufer der Donau statt.
Die Geschichte des Messezentrums wurde im Jahre 1967 mit der ersten Ausstellung einer internationalen Messe für chemische Produkte fortgesetzt. In den folgenden Jahrzehnten wurde die Ausstellungsfläche kontinuierlich erweitert. Die Chemieausstellung wurde anfangs in der Altstadt durchgeführt, genauer im Park kultúry a oddychu (PKO). Aufgrund der begrenzten Platzverhältnisse auf dem ursprünglichen Gebäude beschloss 1976 der Stadtrat, ein neues Messegelände am rechten Ufer der Donau zu errichten. Der erste Teil des Geländes wurde 1984 fertiggestellt und außer der Chemiemesse zogen auch die anderen Ausstellungen vom PĶO in das neue Gelände um.

## Verwendung
Die Incheba Expo wird hauptsächlich für Veranstaltungen des sportlichen, kulturellen und gesellschaftlichen Typs verwendet. Bekannte Ausstellungen sind zum Beispiel Bauwesensausstellung Coneco, Automobilausstellung Autosalón Bratislava, Pflanzenausstellung Flóra Bratislava oder Bücherausstellung Bibliotéka. Auch Konzerte oder Tennisspiele finden ihren Platz hier.

## Sonstiges
Die Messegelände-Gesellschaft „Incheba a. s.“ hat vom Prager Magistrat langfristig das Ausstellungsgelände Výstaviště Praha gemietet. Dadurch finden auch in Prag Veranstaltungen und Ausstellungen unter dem Namen „Incheba“ statt.